# Allacanthochasmus varius
Allacanthochasmus varius är en plattmaskart. Allacanthochasmus varius ingår i släktet Allacanthochasmus och familjen Cryptogonimidae. Inga underarter finns listade i Catalogue of Life.